# آس‌پاس
آس‌پاس (به سوئدی: Aspås) یک منطقهٔ مسکونی در سوئد است که در بخش کروکام واقع شده‌است. آس‌پاس ۰٫۶۲ کیلومتر مربع مساحت و ۳۷۵ نفر جمعیت دارد.